# مهارة حركية
مهارة حركية (بالإنجليزية: Motor skill)‏ هي قُدرةٌ معلومة لإحداث حركةٍ مُحددة مُسبقًا بأقصى قدرةٍ مُمكنة. التعلم الحركي هو التغيُر الدائم نسبيًا في القدرة على أداء مهارة كنتيجةٍ للممارسة أو الخبرة.